# Пономарёв, Сергей Алексеевич (майор)
Сергей Алексеевич Пономарёв (18 [31] декабря 1908, Николаевка, Могилёвская губерния — 17 октября 1968, Озераны, Гомельская область) — советский военный. Участник освободительного похода в Западную Белоруссию и Великой Отечественной войны. Герой Советского Союза (1945). Майор милиции.

## Биография
Сергей Алексеевич Пономарёв родился 18 (31) декабря 1908 в деревне Николаевка Городецкой волости Рогачёвского уезда Могилёвской губернии Российской империи (ныне село, административный центр Николаевского сельсовета Буда-Кошелёвского района Гомельской области Республики Беларусь) в крестьянской семье. Белорус.
Окончил 5 классов школы в 1921 году. До призыва на военную службу крестьянствовал. В 1930—1932 годах С. А. Пономарёв проходил срочную службу в рядах Рабоче-крестьянской Красной Армии. После демобилизации работал в органах ОГПУ и НКВД СССР, служил участковым уполномоченным Жлобинского райотдела милиции. С 6 сентября 1939 года по 15 января 1940 года находился в командировке в Белорусском особом военном округе. Участвовал в операции по присоединению территории Западной Белоруссии к СССР.
В боях с немецко-фашистскими захватчиками лейтенант С. А. Пономарёв с 27 июня 1941 года. Воевал на Западном фронте. В начале сентября 1941 года был ранен. С февраля 1942 года сражался на Северо-Западном фронте. В том же году Сергея Алексеевича направили на учёбу на Харьковские бронетанковые курсы усовершенствования командного состава запаса, эвакуированные в тыл, по окончании которых осенью 1942 года он получил назначение во 2-ю резервную армию, в составе которого шло формирование 397-й стрелковой дивизии. 27 апреля 1943 года на базе 2-й резервной армии была сформирована 63-я армия, которая 29 апреля 1943 года была включена в состав Брянского фронта. С 22 мая 1943 года лейтенант С. А. Пономарёв участвовал в оборонительных боях на северном фасе орловско-курской дуги в качестве штабного офицера 1-го стрелкового батальона 446-го стрелкового полка. В его обязанности входили организация подвоза боеприпасов на передний край и ведение учёта личного состава, вооружения и другого военного имущества. В июле-августе 1943 года Сергей Алексеевич участвовал в Орловской наступательной операции Курской битвы. В конце августа полк вёл бои на навлинском направлении. 28 августа 1943 года в бою за деревню Муравлёвка Навлинского района Орловской области он был ранен, но не покинул поля боя. Благодаря его самоотверженности и отличной организации доставки боеприпасов батальон выполнил поставленную боевую задачу.
В осенне-зимней кампании 1943 года С. А. Пономарёв участвовал в Брянской и Гомельско-Речицкой операциях Брянского (с 20 октября 1943 года — Белорусского) фронта. Его всё чаще привлекали к планированию и проведению боевых операций батальона. В начале 1944 года Сергея Алексеевича назначили на должность старшего адъютанта 1-го стрелкового батальона 446-го стрелкового полка. 11 февраля 1944 года С. А. Пономарёв во время контратаки немцев грамотно построил оборону батальона, в результате чего превосходящие силы противника были отброшены. При этом было уничтожено 3 станковых пулемёта, 5 ручных пулемётов и свыше 80 солдат и офицеров неприятеля.
18 февраля 1944 года 63-я армия была расформирована. 397-я стрелковая дивизия была включена в состав 61-й армии и вела наступление вдоль южного берега Припяти на столинском направлении. С 25 февраля 1944 года 61-я армия действовала на 2-м Белорусском фронте. Старший лейтенант С. А. Пономарёв вновь отличился в ходе Полесской наступательной операции 16-18 марта 1944 года. В боях за деревню Теребежув-Гура благодаря правильной и чёткой организации боя с его стороны, своевременному подвозу боеприпасов на передний край и непрерывно работающей связи с подразделениями 1-й стрелковый батальон 446-го стрелкового полка отразил 8 контратак крупных сил противника, уничтожив более 200 солдат и офицеров вермахта.
17 апреля 1944 года 61-я армия была подчинена 1-му Белорусскому фронту и начала подготовку к операции «Багратион». В июле-августе 1944 года С. А. Пономарёв участвовал в Люблин-Брестской операции, освобождал города Столин и Пинск. В конце июля 1944 года 61-я армия была выведена в резерв Ставки Верховного Главнокомандования и 13 сентября включилась в Рижскую операцию в составе 3-го Прибалтийского фронта. С 17 октября 1944 года армия действовала на 1-м Прибалтийском фронте и участвовала в блокаде группы армий «Север» на Курляндском полуострове. 25 декабря 1944 года она вновь вернулась на 1-й Белорусский фронт и была введена на Магнушевский плацдарм.
Старший адъютант 1-го стрелкового батальона 446-го стрелкового полка 397-й стрелковой дивизии 61-й армии капитан С. А. Пономарёв особо отличился в ходе Варшавско-Познанской фронтовой операции — составной части Висло-Одерской стратегической операции. 14 января 1945 года 61-я армия в составе ударной группы 1-го Белорусского фронта перешла в наступление с Магнушевского плацдарма. При прорыве сильно укреплённых линий обороны на реке Пилица, в районе Жирардува и Кутно и преследовании отступающего противника капитан С. А. Пономарёв разработал и осуществил план боя батальона, обеспечил чёткое взаимодействие всех родов войск с наступающей пехотой, организовал непрерывную связь между подразделениями. Благодаря чётко поставленным задачам и умелому руководству батальоном капитан Пономарёв добился выполнения боевых заданий с минимальными потерями личного состава и техники. При этом батальон уничтожил 194 вражеских солдата и захватил много трофеев. Во время проведения операции Сергей Алексеевич неоднократно демонстрировал личное мужество, личным примером воодушевлял бойцов и способствовал достижению поставленных командованием целей. Указом Президиума Верховного Совета СССР от 27 февраля 1945 года капитану Пономарёву Сергею Алексеевичу было присвоено звание Героя Советского Союза.
Разгромив немецкую группу армий «Висла» в ходе Восточно-Померанской операции, войска 1-го Белорусского фронта вновь сосредоточились на берлинском направлении. 61-я армия для наступления на Берлин заняла позиции южнее города Цеден. 17 апреля 1945 года 446-й стрелковый полк 397-й стрелковой дивизии под огнём противника форсировал Одер у посёлка Хоэнвутцен. В боях за удержание и расширение плацдарма, а также при прорыве вражеской обороны капитан С. А. Пономарёв обеспечил хорошую управляемость боевыми подразделениями батальона. 21 апреля 1945 года в бою за южную окраину посёлка Нидерфинов и одноимённую железнодорожную станцию вышел из строя командир батальона, и Сергей Алексеевич принял командование батальоном на себя. 1 мая 1945 года у населённого пункта Мальхов 1-й стрелковый батальон под командованием капитана С. А. Пономарёва был контратакован превосходящими силами противника. Благодаря грамотно организованной обороне немцы были отброшены и рассеяны, потеряв при этом свыше 150 человек убитыми. Ещё 153 человека были взяты в плен. Батальоном были захвачены 3 склада с боеприпасами и 3 склада с военным имуществом. Сломив сопротивление противника, подразделения 61-й армии обошли Берлин с севера и к 7 мая 1945 года вышли к Эльбе юго-восточнее города Виттенберга. Здесь капитан С. А. Пономарёв закончил свой боевой путь.
После окончания Великой Отечественной войны Сергей Алексеевич продолжал службу в вооружённых силах СССР до 1946 года. После увольнения в запас он вернулся на работу в органы МВД СССР. В отставку он вышел в 1956 году в звании майора. Жил в деревне Озераны Белорусской ССР. Работал начальником лесоучастка Рогачёвского лесозавода. 
17 октября 1968 года на шестидесятом году жизни Сергей Алексеевич скончался. Похоронен в деревне Озераны Рогачёвского района Гомельской области Республики Беларусь.

## Награды
- Медаль «Золотая Звезда» (27.02.1945)[6]
- Орден Ленина (27.02.1945)[6]
- Орден Красного Знамени (29.03.1945)[6]
- Орден Отечественной войны I степени (06.08.1944)[6]
- Орден Отечественной войны II степени (28.04.1944)[6]
- Орден Красной Звезды (06.05.1946)[6]
- Медаль «За победу над Германией в Великой Отечественной войне 1941—1945 гг.» (09.05.1945)[6]
- Медаль «За взятие Берлина» (09.06.1945)[6]
- Медаль «За освобождение Варшавы» (09.06.1945)[6]

## Память
- Бюст С. А. Пономарёву на Аллее Славы в Буда-Кошелёво.
- В музее ГУО "Николаевская средняя школа Буда-Кошелёвского района" и музее ГУО "Гимназия г. Буда-Кошелёво" размещены экспозиции, посвящённые С. А. Пономарёву.
- Мемориальная доска С. А. Пономарёву в Жлобине[7]. Установлена на здании ОВД Жлобинского райисполкома.

## Документы
- Общедоступный электронный банк документов «Подвиг Народа в Великой Отечественной войне 1941—1945 гг.» Дата обращения: 18 октября 2012. Архивировано из оригинала 13 марта 2012 года.

Представление к званию Героя Советского Союза. Дата обращения: 18 октября 2012. Архивировано 17 декабря 2012 года.
Указ ПВС СССР о присвоении звания Героя Советского Союза. Дата обращения: 18 октября 2012. Архивировано 17 декабря 2012 года.
Орден Красного Знамени (наградной лист и приказ о награждении). Дата обращения: 18 октября 2012. Архивировано 17 декабря 2012 года.
Орден Отечественной войны II степени (наградной лист и приказ о награждении). Дата обращения: 18 октября 2012. Архивировано 17 декабря 2012 года.